# Lauren Van Orden
Lauren Marion Van Orden (Highlands Ranch, 2 maggio 1990) è un'ex pallavolista e allenatrice di pallavolo statunitense.
Giocava nel ruolo di palleggiatrice; è assistente allenatrice alla Loyola University Chicago.

## Carriera

### Giocatrice
La carriera di Lauren Van Orden inizia a livello giovanile nella formazione del Front Range. Terminate le scuole superiori entra a far parte della squadra della sua università, la San Diego State University, con la quale prende parte alla Division I NCAA dal 2008 al 2009. Si trasferisce in seguito alla University of California, Los Angeles, dove gioca dal 2010 al 2011, vincendo il titolo NCAA durante il suo senior year, raccogliendo anche qualche riconoscimento individuale.
Nella stagione 2012-13 firma il suo primo contratto professionistico, andando a giocare nella Lega Nazionale A svizzera col Volley Club Kanti di Sciaffusa, raggiungendo le finali scudetto; al termine degli impegni col club elvetico, firma con le Lancheras de Cataño, andando a giocare le fasi finali della Liga Superior portoricana 2013.

### Allenatrice
Subito dopo l'esperienza in Porto Rico appende le ginocchiere al chiodo, iniziando la carriera di allenatrice. Nel 2013 svolge il suo primo incarico di assistente allenatrice volontaria, presso la Colorado State University, impegnata nella Division I NCAA. Nel 2014 è ancora una volta impegnata nel massimo campionato NCAA, però come assistente allenatrice per la Loyola University Chicago.

## Palmarès

### Club
- NCAA Division I: 1

2011

### Premi individuali
- 2011 - Division I NCAA statunitense: Lexington Regional All-Tournament Team
- 2011 - Division I NCAA statunitense: San Antonio National All-Tournament Team